# KTM Motor-Fahrzeugbau
Die KTM Motor-Fahrzeugbau KG war ein österreichischer Hersteller von Mopeds, Fahr- und Motorrädern.
Das 1934 gegründete Unternehmen begann 1954 mit der Serienproduktion von Motorrädern und feierte zahlreiche Erfolge im Motorsport. 1991 ging das Unternehmen in Insolvenz und wurde 1992 zerschlagen. Die Produktion von Motorrädern wurde durch die KTM Sportmotorcycles GmbH, heute Pierer Mobility, weitergeführt, die Fahrradproduktion durch die KTM Fahrrad GmbH.

## Geschichte

### Gründung als Schlosserei und Fahrzeughandel
1934 gründete der Innviertler Hans Trunkenpolz am Marktplatz von Mattighofen (Oberösterreich) eine Schlosserwerkstätte. 1937 folgte der Verkauf und die Reparatur von DKW-Motorrädern, 1938 von Autos der Marke Opel.

### Beginn der Motorradproduktion
Nach dem Krieg, 1952, begann die Idee des eigenen Motorrads Gestalt anzunehmen, und ein Jahr später stand der erste Prototyp mit einem 98-cm³-Sachs-Motor im Rotax-Werk im oberösterreichischen Gunskirchen auf den Rädern – die Moser-KTM 100 – Moser, weil Hans Trunkenpolz damals nachkriegsbedingt als Kompagnon einen gewissen Moser hatte und noch nicht unter KTM firmieren durfte. Der Name KTM war hingegen schon existent, noch ehe der 1953 neu hinzukommende Kompagnon Ernst Kronreif in die Firma eintrat und das „K“ des dann langjährig gültigen vollen Firmen-Wortlauts KTM-Motorfahrzeugbau KG, Kronreif & Trunkenpolz Mattighofen beisteuerte. 1954 begann die Serienproduktion von Motorrädern, wobei das Unternehmen nahezu sämtliche Komponenten, wie Bremsen und Kühler, selbst produzierte. Die Motoren kamen von Rotax aus Gunskirchen, selten auch von Puch und für die Exportvarianten (z. B. in die Schweiz) von Fichtel & Sachs.
Mit einer KTM R 125 Tourist lief im Herbst 1954 das 1000ste KTM-Motorrad vom Band.
In den 1950er-Jahren wurden Motorräder wie die Modelle Tourist, Mustang oder Tarzan produziert. 1957 wurde der Mopedroller Mecky der Fachwelt präsentiert. Zu den Serienmodellen entwickelte KTM auch Motorräder für den Rennsport. Zunächst waren es Motoren von MV-Agusta, später konstruierte daraus Ludwig Apfelbeck einen neuen Motor. 1960 kam der beliebte Roller Ponny I auf den Markt, zwei Jahre später Ponny II. Ab 1964 begann man mit der Fahrradproduktion. Mitte der 1970er Jahre brachte dann KTM als erster Mopedhersteller ein 50-cm³-Moped mit Magnesium-Vollgussrädern auf den Markt, das bereits gut 100 km/h Spitzengeschwindigkeit erreichte. Daneben wurden weiterhin Fahrräder hergestellt. Um diese Zeit begannen auch die ersten heimischen Erfolge der Marke im Motocross-Sport.
Nach dem plötzlichen Tod des Ingenieurs Kronreif im Jahr 1960 und dem Tod des zweiten Firmengründers, Hans Trunkenpolz, nannte sich das Unternehmen wieder Krafträder Trunkenpolz Mattighofen, das mit 180 Mitarbeitern einen Umsatz von 3,5 Millionen Euro erreichte und vom Sohn Erich Trunkenpolz bis zu dessen Tod 1989 geleitet wurde. In Lorain (bei Cleveland, Ohio, USA) wurde 1978 die Tochterfirma KTM North America Inc. gegründet; der Exportanteil lag damals bei 72 %. Im Jahr 1979 erhielt das Unternehmen die Staatliche Auszeichnung und damit das Recht das Bundeswappen im Geschäftsverkehr zu führen. 1980 wurde das Unternehmen in KTM Motor-Fahrzeugbau KG umbenannt.
1979 wurde der 50.000ste Zweitaktmotor, ein Motor der 80-cm³-Hubraumklasse, wie er in die Geländesport- und Motocrossmodellen GS 80 bzw. MC 80 eingebaut wurde, produziert.
Noch im Jahr 1987 wurde der neue wassergekühlte Viertaktmotor LC4 (liquid cooled, four stroke) mit 553 cm³ und 49 PS präsentiert, der vor allem für Enduro Sportmaschinen von den Ingenieuren Sepp Hattinger und Joachim Sauer entwickelt wurde. Er wurde zu einem großen Erfolg für KTM und wurde in verschiedenen Varianten über 30 Jahre lang gebaut. Zahlreiche Wettbewerbssiege wurden damit eingefahren.

### Insolvenz und Zerschlagung
Obwohl KTM 1983 mit Motorrollern und Mofas noch einen Umsatz von über 50 Millionen Euro erzielte, wurde 1988 die Motorrollerproduktion eingestellt und 1991 Insolvenz angemeldet. Die KTM AG wurde damals von Banken verwaltet, die das Unternehmen aufteilten. Es entstanden vier neue, eigenständige Unternehmen:
- KTM Sportmotorcycles GmbH, 2003–2019 KTM-Sportmotorcycle AG, seit 2019 Pierer Mobility AG: Spezialisierung auf sportliche Offroad-Motorräder
- KTM Fahrrad GmbH: Produktion von Fahrrädern
- KTM Kühler GmbH: entwickelt und produziert seit 1984 Kühlsysteme für die Automobil- und Motorradindustrie sowie für stationäre Anlagen und beschäftigt am Produktionsstandort Mattighofen über 350, der insgesamt 470 Mitarbeiter
- KTM Werkzeugbau GmbH, als Minderheitsbeteiligung wieder Teil der KTM-Sportmotorcycle AG

## Motorsport
Bereits 1954 waren bei der Internationalen Alpenfahrt schon zwei 125-cm³-KTM-Tourist-Motorräder mit fußgeschaltetem Dreigang-Rotax-Motor am Start.
1955 erfolgte der Einstieg in den Straßenrennsport. Mit einer Vollverkleidung versehen, waren die KTM-(Agusta-)-Renner die Sensation beim 1. Rupert-Hollaus-Gedächtnisrennen am 1. Mai 1955 auf dem Autobahnrundkurs Salzburg-Liefering. Paul Schwarz und Erich Trunkenpolz, der Sohn des Firmengründers, belegten die Plätze eins und zwei.
Ab 1957 fuhr Erwin Lechner zahlreiche Erfolge im Geländesport für KTM ein, der vom Österreicher Ing. Ludwig Apfelbeck konstruiert worden war. Apfelbeck wurde schon 1955 von Trunkenpolz ins Unternehmen geholt. Seit 1965 engagierte sich KTM dann im Geländesport, wo die Marke bis in die Gegenwart weltweite Erfolge erzielt. 1974 gewann der Russe Gennadi Moissejew eine Motocross-Weltmeisterschaft zum ersten Mal für KTM, in der 250-cm³-Klasse.
Ein weiterer Höhepunkt der Motorsportgeschichte KTMs war der Gewinn der 250er Motocross-Weltmeisterschaften 1984 und 1985 durch den österreichischen Fahrer Heinz Kinigadner, der weiterhin bei KTM für den Motorsport arbeitet. Später konnte KTM mit seinen Fahrern regelmäßig Weltmeistertitel in den Disziplinen Motocross, Endurosport und Supermoto feiern, sowie Seriensiege beim Africa Eco Race und der Rallye Dakar.

## Modelle

### Motorroller
- Mecky (Der erste KTM-Moped-Roller mit Sachs-Motor. Die erste Version wurde 1957 von Ludwig Apfelbeck und Hans Trunkenpolz konstruiert, es war der erste KTM-Serienmotor: Ein gebläsegekühlter, liegender Einzylinder-50-cm³-Zweitaktmotor (2,1 PS bei 5500/min) mit Dreigang-Ziehkeilgetriebe und Drehgriffschaltung.)
- Mirabell (~125 cm³, 1957, Motorroller)

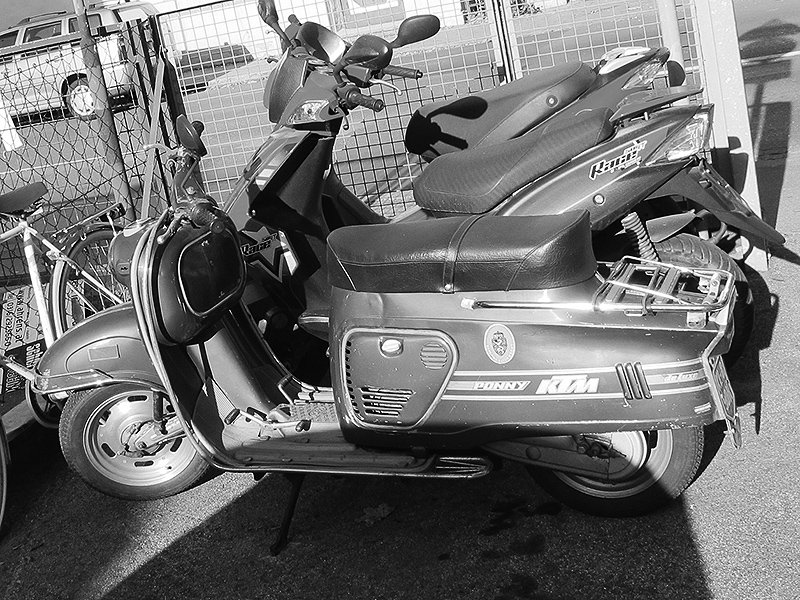
KTM Ponny, in Graz gefunden

- Ponny I (1960) → Ponny II (1962, gab es zunächst mit üblicher Fußschaltung, später mit einem Wipp-Fußschalter)

### Mofas und Mopeds

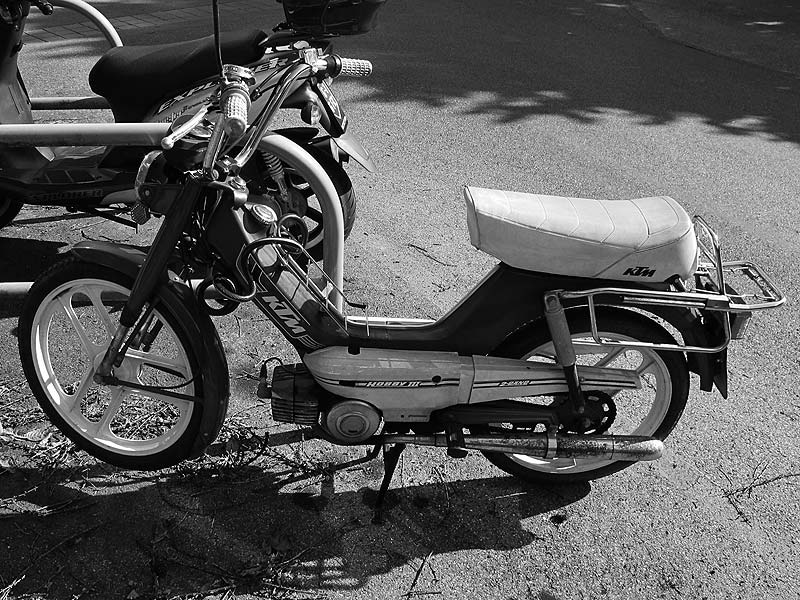
Das Mofa KTM Hobby III (2-Gang)

- Comet (1964, das erste Sport-Moped mit gebläsegekühltem Puch-Motor, Mitte der siebziger Jahre dann Comet Grand Prix RS mit Druckgussrädern und Scheibenbremsen)
  - Comet Cross
  - Comet GP 50 MS (Sachs 501/4BKF)
  - Comet 500 (49 cm³)
    - Comet Racer (49 cm³, 1972–1973)
- 505 (47 cm³, Sachs-505-Motor)
  - 505 S 2-Gang (Schaltgetriebe, 1979)
  - 505 SS 2-Gang (Schaltgetriebe, 1979)
  - 505 Cross 2-Gang (Schaltgetriebe, 1979)
  - 505 L Automatic (1979)
  - 505 L 2-Gang (Schaltgetriebe, 1979)
  - 505 LS 2-Gang (Schaltgetriebe, 1979)
  - 505 S Automatic (1979)
  - 505 SB Automatic (1979)
  - 505 SB 2-Gang (Schaltgetriebe, 1979)
  - 505 SL (Schaltgetriebe, Sachs 505/2b)
  - 505 Standard Automatic (1979)
  - 505 N (jetzt 49 cm³, 1984)
- Foxi
  - Foxi (1980) → Foxi 2-Gang (Schaltgetriebe, 1982) → Foxi L 2-Gang (Schaltgetriebe, 1984)
  - Foxi Automatic (Automatikgetriebe, 1984)
  - Foxi Kj (Sondermodell mit weißen Anbauteilen wie Verkleidung und Sitzbank)
- Pony (siehe Pony Motos) (49 cm³, 1984)
  - Pony S 2-Gang
  - Pony S 3-Gang
  - Pony SS 2-Gang
- SM 25 (1979, Sachs 50/3D) → SM 25 (1981, Sachs 506/3B und 506/3BY, Bosch-Zündanlage) → SM 25 (1982, Motoplat-Zündanlage)
- Bora 25 (49 cm³, Sachs 506/3B und 506/3BY)
- GP 30 (Puch-Motor)
- GP 40 (Sachs-Motor)
- Hobby III 2-Gang
- Quattro (4-Gang, Morini Motor) (bj. 1985–1989)
- Duo (2-Gang) Puch Motor
- Ktm Okay (3 Gang/stufenloses Keilriemengetriebe/Einganggetriebe)

### Mokicks
- 50 ME (1979, Sachs 501/4CKF)
- 50 MS (1977–1978, Sachs 506/4AKF)
- 50 MSS (1977–1978, Sachs 501/4BKF und 506/4AKF)
- 50 MLS (1977–1978, Sachs 501/4CKF und 506/4AKF)
- Bora 50 (Sachs 506/4AKF)

### Krafträder
50 cm³
- 50 RSL (1977)
- 50 RSW (1977)
- 50 RLW (1979, 6 Volt)
- 50 RLW (1979, 12 Volt)

80 cm³
- 80 RS
- 80 RL
- 80 RSL
- 80 RSL/F
- 80 RLW
- 80 Pro-Lever (Sachs 80SA)
- 80 Pro-Lever (Sachs 80SW)
- 80 Chopper
- 80 L Chopper
- 80 Bora (1982, Sachs 80SA)

125 cm³
- Tarzan (~125 cm³)
- Tourist (~125 cm³, 1955)
- Mustang (~125 cm³, 1959)
- Comet 125 RS (1977)

### Motocross
- Penton (1958)
- 495 MC (56 PS, 1982)
- 250 MX (46 PS, 1982–1989)
- 600 MX (45 PS, 1984)
- ER 600 LC4 Enduro (49 PS, 1988-)
- ER 600 LC4 Incas (49 PS, 1989-)

## Trivia
Bis in die 1950er Jahre dominierte bei den Motorradherstellern die Farbe Schwarz, so auch bei KTM. Lediglich Luxusausführungen waren in anderen Farben erhältlich. So gab es zum Beispiel die KTM R 100 1953 auch in blau oder rot. Mit zunehmender Popularität des Endurosports (Motorradgeländesport) konnte man ab den frühen 1970er-Jahren bei vielen Herstellern den Hubraum des Modells an der Farbe des Tanks erkennen. Bei KTM waren die bei den 100-cm³-Modellen grün, den 125-cm³-Modellen rot und den 175-cm³-Modellen blau lackiert. 1977 wurde das Design vereinheitlicht, alle Modelle hatten einen rot lackierten Rahmen und weiß gefärbte Plastik-Anbauteile. – Die Nationalfarben Österreichs.